# Magerøya
Magerøya (nordsamiska: Máhkarávju,kvänska: Makrea) är en stor ö i Nordkapps kommun i Finnmark fylke i norra Norge. Den ligger norr om Porsangerhalvön, mellan Barents hav i norr och väster, Porsangerfjorden i öster och Magerøysundet i söder. Magerøya har en yta på 435,47 km² och är Norges 11:e största ö vid fastlandet. Landsbygden Sarnes ligger vid Sarnesfjorden på sydsidan av Magerøya.
Den högsta höjden på ön är det 417 meter höga berget Gråkallfjellet. Den nordligaste punkten på ön är också den nordligaste punkten i Norge utanför Svalbard: Knivskjellodden. Strax öster om udden finns öns mest kända plats, klippan Nordkap, som är en viktig turistattraktion. Ön har ett dystert, kargt, tundratäckt landskap utan några träd (förutom några små fickor av fjällbjörk), med branta klippor längs kusten och dramatiska bergslandskap i det inre. På södra Magerøya har arkeologer hittat bevis på bosättningar som går tillbaka 10 000 år.
Magerøya har varit ansluten till fastlandet via Nordkapstunneln sedan 1999. Tunneln är 6 875 meter lång och går under Magerøysund med ett maximalt djup på 212 meter. Det är en av de djupaste och brantaste tunnlarna - röret har 9% lutning på sina ställen. Tunneln har varit avgiftsfri för alla fordon sedan 30 juni 2012.

## Bilder

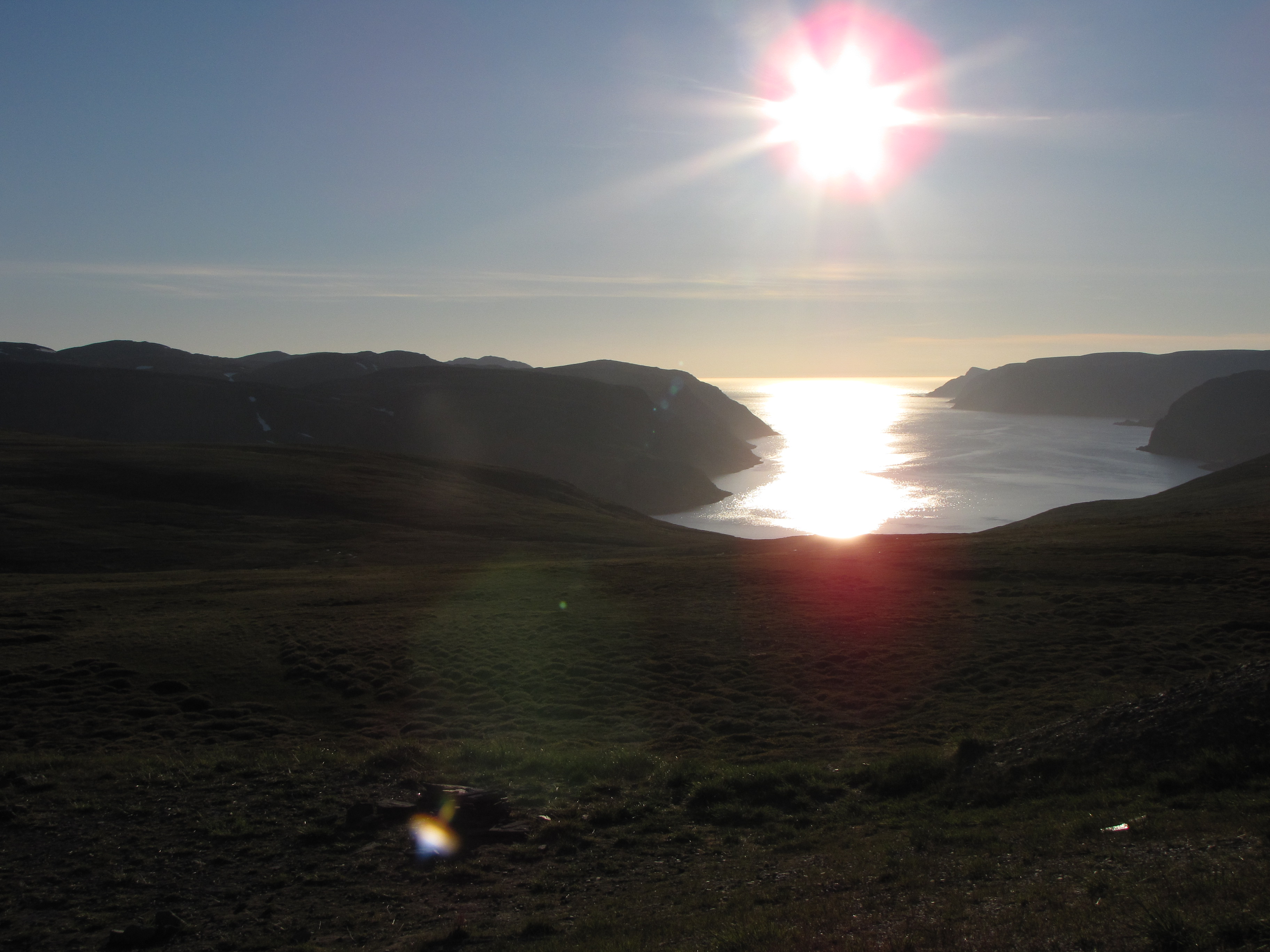
Midnattssol över Tufjorden, Magerøya.
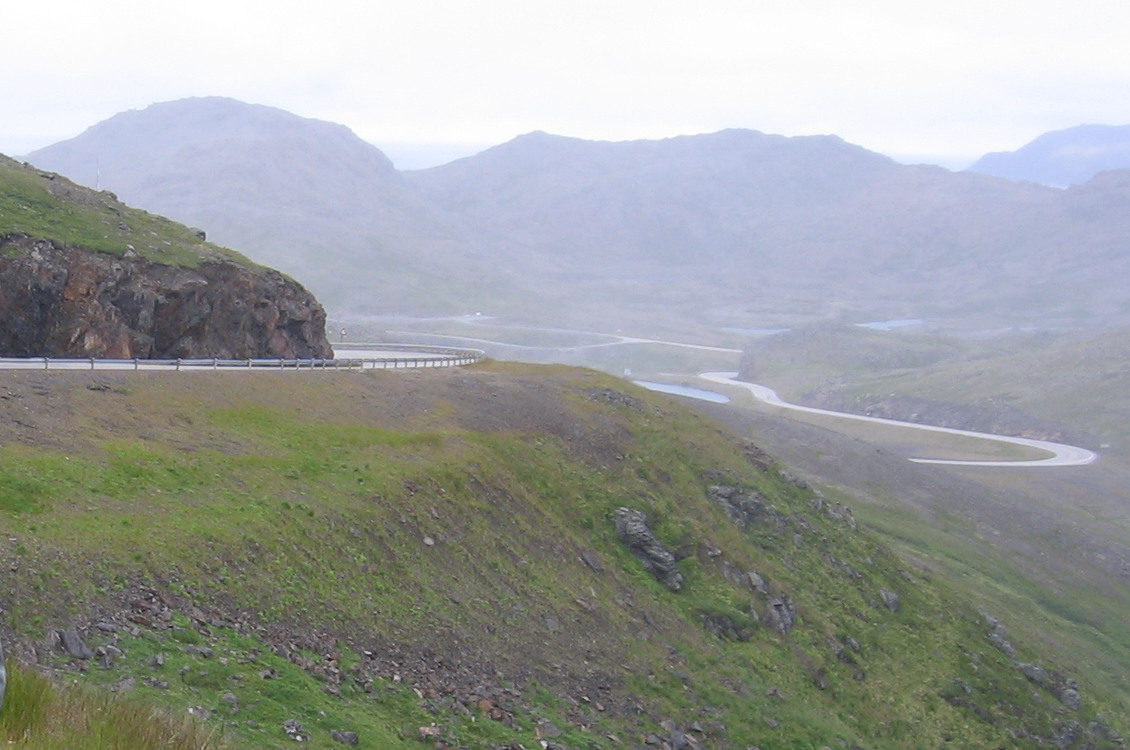
Vägen mot Nordkap.